# Clube Atlético Alto Vale
Clube Atlético Alto Vale foi um clube de futebol da cidade de Rio do Sul, estado de Santa Catarina, Brasil. O clube foi fundado em 1995, inspirado pelos já extintos clubes da cidade Juventus Atlético Clube e Rio do Sul Esporte Clube, em uma parceria na época com o Clube Atlético Paranaense.  Desde 2003 se encontra fora das competições profissionais. Foi campeão do Campeonato Catarinense de Futebol da Segunda Divisão de 1996 e vencedor do returno da primeira divisão em 2000.

## Títulos
- Campeonato Catarinense de Futebol - Série B: 1996[4]